# Хост (провінція)
Хост (пушту خوست) — одна з тридцяти чотирьох провінцій Афганістану. Знаходиться на сході країни. Адміністративний центр — місто Хост. Територія 4152 км² з населенням 545 800 жителів на 2007 рік.
Гориста область на кордоні Афганістану з Пакистаном (на сході).

Райони вілаяту Хост

## Райони
Складається з 13-и районів:
- Бак
- Гурбуз
- Джайджі Майдан
- Хост (Матун)
- Манді-Зай
- Муса-Хел
- Надір-Шах-Кот
- Куаландар
- Сабари
- Шаман
- Спера
- Тані
- Тере-Зай